# 1. redovita opća skupština Biskupske sinode
Prva redovita opća skupština Biskupske sinode održana je od 29. rujna do 29. listopada 1967. godine. Tema sinode bila je: Očuvanje i osnaženje katoličke vjere, njezin integritet, njezina snaga, njezin razvitak, njezina doktrinarna i povijesna dosljednost.
U radu sinode biskupa sudjelovalo je 197 sinodalnih otaca. Na sinodi su se raspravljala sljedeća pitanja:
1. nauk vjere i opasnosti što prijete vjeri;
2. pitanja vezana uz reviziju Zakonika kanonskoga prava (1917.);
3. mjesto biskupskih konferencija u odnosu prema sjemeništima i prema Kongregaciji za sjemeništa te prikladna priprava odgojitelja svećeničkih kandidata;
4. problematika mješovitih ženidaba i poteškoće uz primjenu Instrukcije o mješovitim ženidbama iz 1966. godine;
5. propisi i načela koja trebaju regulirati provedbu Konstitucije Sacrosanctum concilium u liturgijskoj reformi.

### Članci
- Vukšić, Tomo. 2006. Teme i način rada generalnih biskupskih sinoda (1967.-2001.). Vrhbosnensia. Univerzitet u Sarajevu – Katolički bogoslovni fakultet. Sarajevo. 10 (1): 49–78